# Epilampra carsevennae
Epilampra carsevennae är en kackerlacksart som beskrevs av Bonfils 1975. Epilampra carsevennae ingår i släktet Epilampra och familjen jättekackerlackor. Inga underarter finns listade i Catalogue of Life.